# Мейтув, Сергей Львович
Сергей Львович Ме́йтув (род. 23 ноября 1955, Карелия) — российский художник, архитектор.

## Биография и профессиональная деятельность
Родился в Карелии, живёт и работает в Москве. После окончания Московского архитектурного института (1979) работал архитектором в проектном институте, потом художником в КМДИ (комбинате монументально-декоративного искусства) и художником Центрального Парка культуры и отдыха им. Горького. С 1983 года — член Московского Союза художников. Участвовал в персональных и групповых выставках в России, Европе и США. Работает в технике акварели и ассамбляжа. 

…Культура Сергея Мейтува оплодотворяется идеями Марселя Дюшана, многомерностью его творческой мысли, отсылая к легендарной «зеленой коробке», в которой таится весь авангард XX столетия… Микрокосмос вещей в его мастерской естественно переходит в вещекосмос, где вещь, спасенная человеком — творцом, начинает спасать его самого. Она, пройдя все испытания на полезность, функциональность, открывается своей интимной стороной, включая в себя историю владельца. Простые столовые вилки, детские куклы, электрические лампочки, уставшие от своего непрерывного труда, неожиданно превращаются в руках мастера в магические сущности, одухотворенные субъекты… Сосуды из стекла, тюбики с высохшей краской, затупленные ножницы, перьевые ручки, радиодинамик времен позднего конструктивизма в художественном парадоксе «объектов» Сергея Мейтува превращаются из профанных вещей в сакральные ценности… В ауре его работ открывается космическое чувство одиночества человека и вместе с тем обитель спасения, пространство дома, очага размышления, у которого может отогреться душа, испуганная демонами социального космоса.

Виталий Пацюков, Каталог выставки «Кабинет 49». М., 2014.

## Персональные выставки
- 2014 — «Кабинетная трагедия или эстетика брошенных комнат», проект «Открытая сцена», Москва[1]
- 2015 — «Кабинет 49» Музей Архитектуры им. Щусева, Москва[2]
- 2015 — «Кабинет 49» Русский культурный центр, Люксембург

## Избранные групповые выставки
- 2002 — VII Международная ярмарка, Арт-Манеж, Москва
- 2005 — «Барбизона: внешний и внутренний вид Барби», галерея RuArts, Москва[3]
- 2011 — «Формы жизни. Возвращение к реальности». Арт-проект Государственная Третьяковская галерея.[4]
- 2011 — «Подглядывающие». 4-я Московская биеннале современного искусства. Галерея на Вспольном, Москва.[5]
- 2012 — «Натюрморт. Метаморфозы. Диалог классики и современности». Государственная Третьяковская галерея, Москва[6]

## Работы находятся в собраниях
Дом абстрактной живописи «КоллерАртХаус», Москва

## Каталоги
Сергей Мейтув. Каталог выставки «Кабинет 49». М., 2014.

## Статьи о художнике
- «Настоящее время Сергея Мейтува» (журнал «Часы» №1, 2008)
- «Кабинет доктора Мейтува» (Виталий Пацюков, 2014)
- «Путешественник во всех временах и пространствах» (Виталий Пацюков, Международный фонд Казимира Малевича)